# Mapa histórico
Mapa histórico es un mapa que representa lugares, hechos o fenómenos que existieron en tiempos anteriores a la fecha de realización del mapa. No debe confundirse con el término "mapa antiguo", que se refiere a aquel mapa que en el momento de su creación quiso reflejar la realidad de su tiempo pero que en la actualidad ha quedado desfasado.
La cartografía histórica es la rama de la cartografía que estudia los mapas históricos.
Puede ser un mapa político que muestra las fronteras en un determinado período histórico (corte sincrónico) o puede ser una coropleta en que se den valores a cada territorio o circunscripción para cualquier tipo de fenómeno cuantificable (por ejemplo, la población -demografía histórica- o los resultados electorales -historia electoral-); o incluso la variación de unos u otros fenómenos a lo largo del tiempo (corte diacrónico), para lo que puede utilizar todo tipo de recursos visuales (flechas, círculos de distinto tamaño, símbolos, iconos, etc.). Los mapas históricos son muy utilizados en la enseñanza de la historia.
Se conocen ejemplos de mapas históricos al menos desde Champollion, quien en 1807 (tenía dieciséis años) expuso ante la Academia de Grenoble sus ideas sobre el Antiguo Egipto ayudándose del primer mapa histórico de Egipto del que se tiene noticia.
Su uso comienza a ser más habitual a principios de siglo XX, trasladando anacrónicamente al pasado el concepto de unidad territorial propio del nacionalismo europeo de la época.

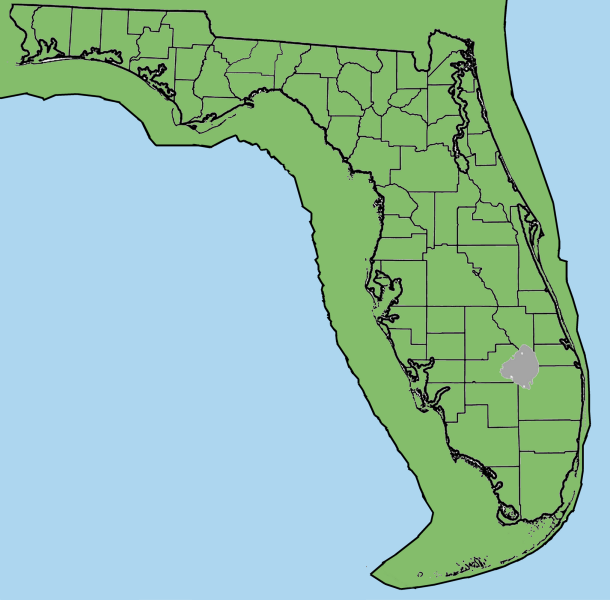
Mapa histórico físico que muestra la costa de Florida hace 6.000 años.
Mapa histórico que utiliza diferentes colores y técnicas de animación para mostrar la localización espacio-temporal de un proceso complejo (las Guerras de independencia hispanoamericana).
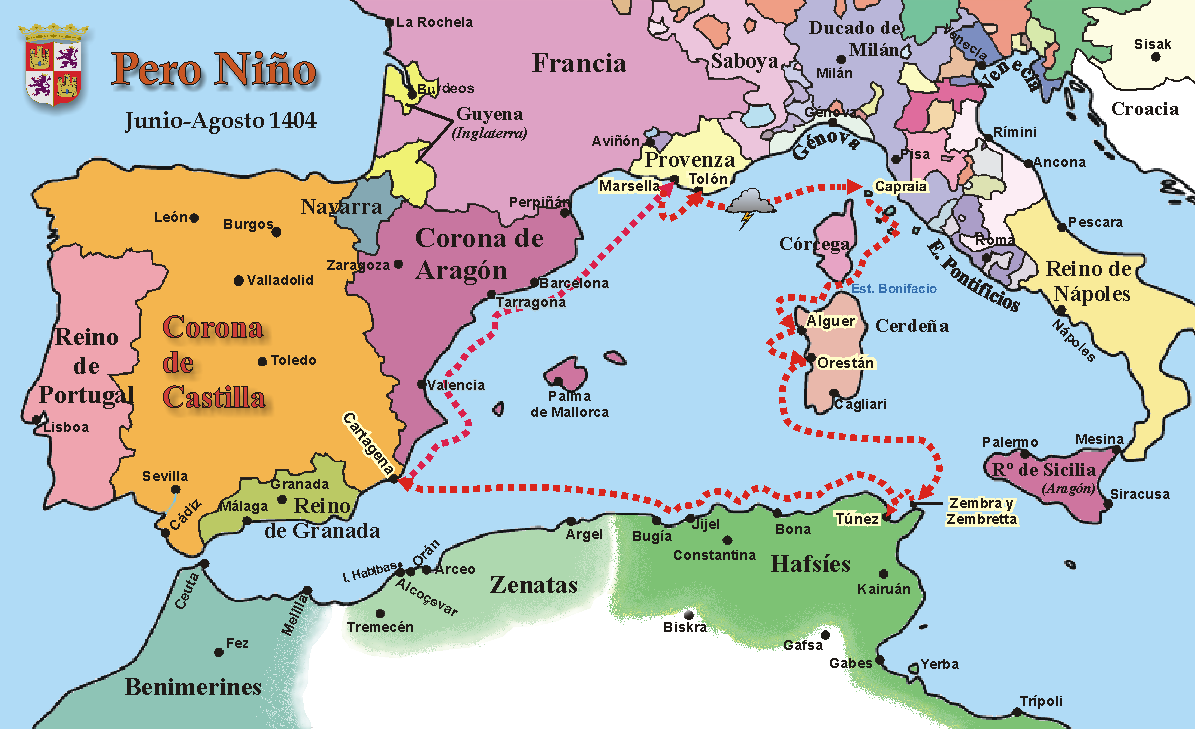
Mapa histórico de 2008 que muestra la campaña de 1404 de Pero Niño por el Mediterráneo Occidental.
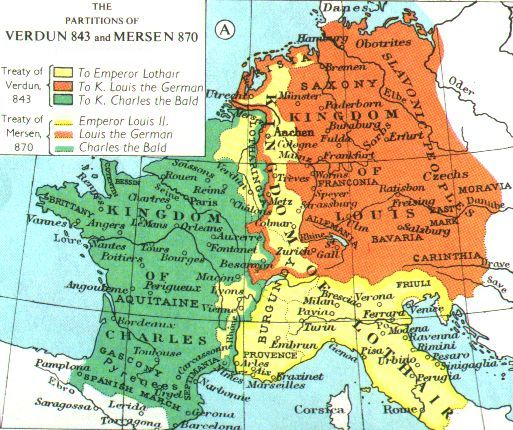
Mapa histórico elaborado en 1911 para representar la división del Tratado de Verdún de 843.